# باشگاه فوتبال علم و ادب تبریز
باشگاه فوتبال علم و ادب تبریز، یک تیم حرفه‌ای فوتبال است که در شهر تبریز واقع شده‌است. این باشگاه در سال ۱۳۹۲ تأسیس شد و در سال ۱۳۹۸ با خرید امتیاز باشگاه فوتبال شهرداری تبریز فعالیت رسمی خود را آغاز کرد. مالک این باشگاه "اسماعیل بابازاده" از مربیان با تجربه و بومی استان می‌باشد.

## روند فصل به فصل
| فصل     | لیگ         | نتیجه | جام حذفی                      |
| ------- | ----------- | ----- | ----------------------------- |
| ۹۹–۱۳۹۸ | لیگ آزادگان |       | جام حذفی فوتبال ایران ۹۹–۱۳۹۸ |

## بازیکنان
فهرست بازیکنان در فصل ۹۹-۱۳۹۸
| شماره |       | نقش       | بازیکن          |
| ----- | ----- | --------- | --------------- |
| ۱     | ایران | دروازه‌بان | آرمان ایازلو    |
| ۴     | ایران | مدافع     | احمد حسین‌زاده   |
| ۵     | ایران | مدافع     | محمد صادقی      |
| ۶     | ایران | هافبک     | سپهر ایزدی      |
| ۷     | ایران | هافبک     | سیامک رضایی     |
| ۹     | ایران | هافبک     | رضا نجاری       |
| ۱۲    | ایران | دروازه‌بان | حسین فیضی       |
| ۱۳    | ایران | هافبک     | سجاد رهبر       |
| ۱۶    | ایران | مدافع     | میلاد بیرام‌پور  |
| ۱۷    | ایران | هافبک     | سجاد کریم‌زاده   |
| ۱۸    | ایران | هافبک     | مرتضی علی حسینی |
| ۱۹    | ایران | مهاجم     | رامین خلیل‌پور   |
| ۲۰    | ایران | مهاجم     | امیر نیک‌سرشت    |
| ۲۲    | ایران | دروازه‌بان | مهدی کاظمی      |

| شماره |       | نقش   | بازیکن            |
| ----- | ----- | ----- | ----------------- |
| ۲۳    | ایران | هافبک | رسول پیرزاده      |
| ۲۴    | ایران |       | پویا خوش‌ظاهر      |
| ۲۶    | ایران | مهاجم | علی جدی           |
| ۲۹    | ایران | مدافع | مهدی جبارزاده     |
| ۳۰    | ایران | مهاجم | آرمین محمدی       |
| 35    | ایران | مهاجم | محمدحسین حیدرپناه |
| ۴۰    | ایران | مدافع | حسین فلاحیان      |
| ۴۴    | ایران | مدافع | بابک نوین         |
| ۵۵    | ایران | مدافع | محمد روشندل       |
| ۵۰    | ایران | مهاجم | حسین نواصری فرد   |
| ۸۰    | ایران |       | علیرضا واحدی      |
| ۸۸    | ایران |       | محمد عاشقی        |
| ۹۰    | ایران |       | مهدی نوین         |
| ۹۸    | ایران |       | سجاد آخوندی       |
| ۹۹    | ایران |       | مهدی تقی پور      |

## مربیان تاریخ باشگاه
| مربی            | سال                 |
| یونس باهنر      | تیر ۱۳۹۸ – مهر ۱۳۹۸ |
| بهاءالدین پناهی | مهر ۱۳۹۸ - اکنون    |